# Please Come to Boston
«Please Come to Boston» es una canción interpretada por el cantautor estadounidense Dave Loggins. Fue publicada el 15 de abril de 1974 como el sencillo principal de su álbum Apprentice (In a Musical Workshop).

## Composición y arreglos
La canción fue compuesta en un compás de 4
4 con un tempo de 150 pulsaciones por minuto y está compuesta en la tonalidad de mi bemol mayor. Las voces van desde B♭3 a D5. Musicalmente, «Please Come to Boston» como una canción de soft rock, progressive pop, y country.

## Recepción de la crítica
Un escritor no especificado de Record World le otorgó el certificado de “Hit of the Week”, e indicó que “lo que Scott McKenzie hizo para ‘San Francisco’ en el 67, este tipo lo hará para ‘Boston’ en el 74”.

## Lista de canciones
Todas las canciones escritas y compuestas por Dave Loggins.
1. «Please Come to Boston» – 4:07
2. «Let Me Go Now» – 3:08

## Otras versiones
Originalmente, «Please Come to Boston» fue interpretada por el músico B. W. Stevenson, quien lo lanzó en marzo de 1974 en su álbum Calabasas. La cantante de country Tammy Wynette incluyó una versión de la canción en su álbum Woman to Woman (1974). Joan Baez publicó la canción en su álbum en vivo From Every Stage (1976). David Allan Coe lanzó su versión de la canción como lado B del sencillo «Willie, Waylon and Me». Otros artistas notables que interpretaron la canción incluyen a Rod McKuen, The Seekers, Euson, Glen Campbell, Willie Nelson y Billy Joe Royal.

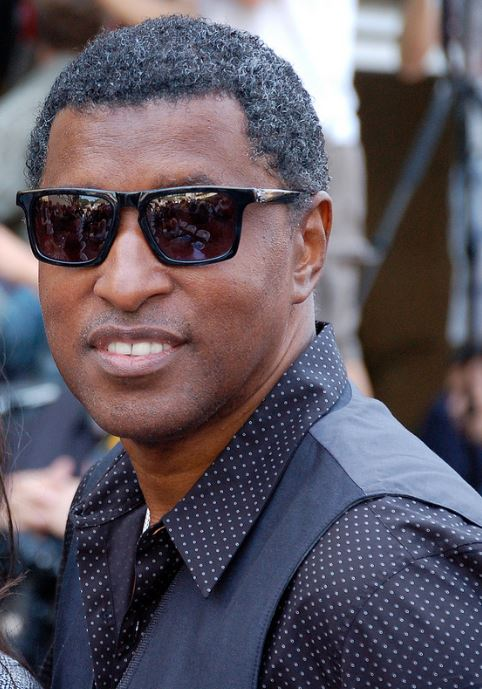
Babyface lanzó una versión de la canción en 2007.

La banda de rock alternativo Jackopierce publicó su versión de la canción en su álbum homónimo de 1990. La cantante finlandesa Anna Hanski interpretó la canción en su álbum de 1993, Anna Hanski & Lee Hazlewood, a dúo con Lee Hazlewood. La cantante Reba McEntire incluyó la canción en su álbum de versiones Starting Over (1995). Ted Hawkins interpretó «Please Come to Boston» durante su gira de 1998, apareciendo más tarde en el álbum The Unstoppable Ted Hawkins (2001). El cantante Kenny Chesney incluyó la canción en la edición limitada de su álbum When the Sun Goes Down (2004). El cantante Babyface. incluyó la canción en su álbum de versiones Playlist (2007). Rita Wilson lanzó su versión de la canción en su primer álbum de estudio, AM/FM (2012).